# Atletismo nos Jogos Pan-Americanos de 1999 - 10000 m masculino
A prova dos 10000 m masculino nos Jogos Pan-Americanos de 1999 foi realizada em 27 de julho de 1999.

## Medalhistas
| Ouro                          | Prata                   | Bronze                          |
| Elenilson da Silva BRA Brasil | David Galván MEX México | Peter Julian USA Estados Unidos |

### Final
| Posição          | Nome               | Nacionalidade      | Tempo    | Notas |
| ---------------- | ------------------ | ------------------ | -------- | ----- |
| Medalha de ouro  | Elenilson da Silva | BRA Brasil         | 28:43.50 |       |
| Medalha de prata | David Galván       | MEX México         | 28:44.03 |       |
| 3                | Peter Julian       | USA Estados Unidos | 28:44.55 |       |
| 4                | Silvio Guerra      | ECU Equador        | 28:47.66 |       |
| 5                | Meb Keflezighi     | USA Estados Unidos | 28:50.22 |       |
| 6                | Néstor García      | URU Uruguai        | 28:58.13 |       |
| 7                | Mauricio Díaz      | CHI Chile          | 29:20.56 |       |
| 8                | Alejandro Salvador | MEX México         | 30:00.87 |       |